# Ara (radioodbiornik)
Ara – polski radioodbiornik turystyczny produkowany w Zakładach Radiowych Eltra w Bydgoszczy. Rozwinięcie konstrukcji produkowanego przez Omig odbiornika Tramp. Umożliwia odbiór stacji na falach długich i średnich. Posiada wbudowaną antenę ferrytową, gniazdo anteny zewnętrznej, gniazdo słuchawek i przesuwny przełącznik zakresów. Zasilany jest napięciem 3 V (2 baterie typu R6/AA 1,5 V). Układ odbiornika zawiera 7 tranzystorów germanowych (3×TG-40, 2×TG-3, 2×TG-50) i diodę germanową (DOG-56).